# Rui Mendes
Rui Jorge Monteiro Mendes (Gondar, 10 november 1999) is een Portugees-Duits voetballer die doorgaans speelt als vleugelspeler. In januari 2024 verruilde hij FC Emmen voor FC Groningen.

## Clubcarrière

### 1899 Hoffenheim
Mendes begon met voetballen in de jeugd van TSG Dissen, waarna hij via Bad Rothenfelde en Viktoria Georgsmarienhütte terechtkwam bij Arminia Bielefeld. Deze club verliet hij in 2018 voor 1899 Hoffenheim, waar hij in het tweede elftal kwam te spelen. Hij speelde negenenvijftig wedstrijden voor het tweede elftal van Hoffenheim, waarin hij tot tien goals en acht assists kwam. In de zomer van 2021 verliep zijn verbintenis bij Hoffenheim.

### FC Emmen
In de zomer van 2021 tekende Mendes bij FC Emmen. Hier zette hij zijn handtekening onder een verbintenis voor de duur van twee seizoenen met een optie op een jaar extra nadat hij al op proef was geweest. Zijn debuut voor de Nederlandse club maakte hij in de eerste speelronde van het nieuwe seizoen van de Eerste divisie, op bezoek bij Telstar. Mendes moest van coach Dick Lukkien op de reservebank beginnen en zag Glynor Plet de thuisploeg op voorsprong zetten en Jeredy Hilterman voor de gelijkmaker zorgen. Na een uur spelen mocht de Portugees invallen voor Azzeddine Toufiqui. Het zou daarna bij 1–1 blijven. Tijdens zijn vierde wedstrijd voor Emmen werd gespeeld tegen MVV Maastricht. Tijdens deze wedstrijd kwam MVV via Sven Blummel op voorsprong, maar daarna was het de beurt aan Emmen. Mendes wist drie doelpunten te maken, Hilterman scoorde tweemaal en ook Toufiqui en Ben Scholte maakten een doelpunt, waardoor met 7–1 gewonnen werd. Tussen 7 maart en 15 april 2022 kwam Mendes in acht opeenvolgende competitiewedstrijden tot scoren. Een wedstrijd voor het einde van de competitie kroonde hij zich met Emmen tot kampioen van de Eerste divisie. Mendes maakte vijftien doelpunten en gaf zeven assists.
Aan het begin van het seizoen 2022/23 werd zijn verbintenis opengebroken en met twee seizoenen verlengd. Op 24 januari 2023 werd Mendes tegen PSV uit de wedstrijd geschopt door Mauro Júnior, die daar de rode kaart voor kreeg. Door deze blessure moest Mendes het restant van het seizoen missen, waarin Emmen weer degradeerde naar de Eerste divisie. Op 18 september maakte Mendes na negen maanden herstel zijn rentree voor Emmen. Hij leverde tegen Jong FC Utrecht meteen een assist. Een week later was hij tegen NAC Breda goed voor zijn eerste goal van het seizoen. Tot de winterstop kwam hij tot zestien goals, waarmee hij uitkwam op vierenzeventig wedstrijden voor Emmen, met daarin twintig goals en twaalf assists. 

### FC Groningen
Mendes verkaste in januari 2024 voor een bedrag van circa tweehonderdvijftigduizend euro naar FC Groningen, waar hij zijn handtekening zette onder een verbintenis voor de duur van drieënhalf jaar. Bij Groningen kwam hij weer onder trainer Lukkien te spelen. Hij maakte op 26 januari tegen Jong AZ zijn debuut voor Groningen. Op 4 maart maakte hij tegen FC Den Bosch zijn eerste twee doelpunten voor zijn nieuwe club. Op 10 mei promoveerde hij met Groningen naar de Eredivisie.

## Clubstatistieken
| Seizoen | Club               | Competitie     | Competitie | Competitie | Beker | Beker | Internationaal | Internationaal | Totaal | Totaal |
| Seizoen | Club               | Competitie     | Wed.       | Dlp.       | Wed.  | Dlp.  | Wed.           | Dlp.           | Wed.   | Dlp.   |
| ------- | ------------------ | -------------- | ---------- | ---------- | ----- | ----- | -------------- | -------------- | ------ | ------ |
| 2018/19 | 1899 Hoffenheim II | Regionalliga   | 16         | 4          | —     | —     | —              | —              | 16     | 4      |
| 2019/20 | 1899 Hoffenheim II | Regionalliga   | 16         | 2          | —     | —     | —              | —              | 16     | 2      |
| 2020/21 | 1899 Hoffenheim II | Regionalliga   | 27         | 4          | —     | —     | —              | —              | 27     | 4      |
| 2021/22 | FC Emmen           | Eerste divisie | 36         | 15         | 2     | 2     | —              | —              | 38     | 17     |
| 2022/23 | FC Emmen           | Eredivisie     | 18         | 1          | 2     | 0     | —              | —              | 20     | 1      |
| 2023/24 | FC Emmen           | Eerste divisie | 15         | 2          | 1     | 0     | —              | —              | 16     | 2      |
| 2023/24 | FC Groningen       | Eerste divisie | 15         | 2          | 2     | 0     | —              | —              | 17     | 2      |
| 2024/25 | FC Groningen       | Eredivisie     | 14         | 1          | 2     | 1     | —              | —              | 16     | 2      |
| Totaal  | Totaal             | Totaal         | 157        | 31         | 9     | 3     | 0              | 0              | 166    | 34     |

Bijgewerkt op 15 mei 2025.

## Erelijst
| Eerste divisie | 1 | 2021/22 |